# 25941 Susanahearn
25941 Susanahearn è un asteroide della fascia principale. Scoperto nel 2001, presenta un'orbita caratterizzata da un semiasse maggiore pari a 2,3451848 au e da un'eccentricità di 0,1395341, inclinata di 7,27319° rispetto all'eclittica.